# Dom szwedzki
Dom szwedzki (szw. Sverigehuset)  – budynek znajdujący się w pobliżu Kungsträdgården w Sztokholmie. Zaprojektowany przez Svena Markeliusa i zbudowany w latach 1961–1969.
Znajduje się w nim siedziba Instytutu Szwedzkiego, który zajmuje się wymianą kulturalną z innymi krajami i poprzez swoje zagraniczne oddziały rozpowszechnia wiedzę o Szwecji. Piętro wyżej znajduje się Księgarnia Szwedzka.
Na parterze ma siedziba Informacja turystyczna, w którym dostępne są informacje o Sztokholmie i o regionie. W tym samym miejscu znajduje się biuro rezerwacji miejsc noclegowych, oraz sklep z pamiątkami.